# S. E. Hinton
Pour les articles homonymes, voir Hinton.
Œuvres principales
- Outsiders
- Rusty James

Susan Eloise Hinton, plus connue sous le nom de S. E. Hinton, est une femme de lettres américaine née le 22 juillet 1948 à Tulsa, en Oklahoma. Elle est surtout connue pour ses romans young adult, en particulier Outsiders, qui modernisent le genre.

## Œuvre
Son roman le plus connu, Outsiders a été publié en 1967, par Viking Press. S.E. Hinton a commencé à l'écrire au lycée, en 1965, s'inspirant de son quotidien d'étudiante. Son roman est particulièrement influencé par deux groupes rivaux agissant au sein de son établissement, les Greasers et les Socs. En se plaçant du point de vue des Greasers, Hinton les met en avant.
Depuis sa publication, son roman s'est vendu à 15 millions d'exemplaires et, encore aujourd'hui, est vendu à plus de 50 000 exemplaires par année.
Francis Ford Coppola adapte Outsiders, en mars 1983. Il adapte également dans un même mouvement Rusty James, publié en 1971. D'autres de ces romans vont être adaptés, comme That Was Then, This Is Now, publié en 1971 et adapté par Christopher Cain  ou Tex (en), publié en 1979 et adapté par Tim Hunter.
Hinton aime apparaître furtivement dans les adaptations de ses livres. Ainsi, elle joue une prostituée dans Rusty James ou une infirmière dans Outsiders.

## Vie privée
Susane Eloise Hinton, plus souvent appelée S. E. Hinton est une personnalité discrète. Aucun de ses livres ne contient de photos et ses interventions publiques sont rares. En effet, elle n'aime pas parler en public ou voyager. 
Elle a cependant révélé avoir lu Jane Austen, Mary Renault et F. Scott Fitzgerald Sa passion pour les chevaux est connue de tous. 
Elle est mariée à un ingénieur, nommé David Inhofe, qu'elle a rencontré à l'université.

## Œuvres
- Outsiders (The Outsiders) (1967)
- That Was Then, This Is Now (1971)
- Rusty James (Rumble Fish) (1975)
- Tex (1979)
- Taming the Star Runner (1988)